# Chrysogeneia
Chrysogeneia (altgriechisch Χρυσογένεια Chrysogéneia) oder Chrysogone (Χρυσογόνη Chrysogónē, deutsch ‚die aus Gold entstandene‘) ist in der griechischen Mythologie eine Tochter des Almos, eines Sohnes des Sisyphos.
Nach Pausanias ist Chrysogeneia die Schwester der Chryse und von Poseidon die Mutter des Chryses, des Königs der boötischen Stadt Orchomenos. In einem Scholion zur Argonautika des Apollonios von Rhodos wird sie Chrysogone genannt und ist von Poseidon die Mutter des Minyas, der Orchomenos gegründet haben soll.
Karl Otfried Müller vermutete, dass der Mythos entweder auf den Goldreichtum von Orchomenos oder auf den rhodischen Mythos der in Orchomenos als Athena Chryse verehrten Göttin Athene anspielt, die unter einem goldenen Regen geboren worden sein soll.